# Libru di Valeriu Maximu
Il Libru di Valeriu Maximu (titolo per esteso: Valeriu Maximu translatatu in vulgar messinisi per Accursu di Cremona) è la traduzione in siciliano del  Factorum et dictorum memorabilium libri IX di Valerio Massimo, realizzata da Accurso di Cremona dopo il 1320. È dedicata al re Pietro II di Sicilia.
Il testo è conservato in due manoscritti della Biblioteca Nacional de España di Madrid, l'8833 e l'8820. Il primo dovrebbe risalire al periodo del regno di Pietro, tra il 1321 e il 1337, il secondo è del XV secolo.

## Edizioni
- Valeriu Maximu translatatu in vulgar messinisi per Accursu di Cremona, a cura di Francesco A. Ugolini, 2 voll., Palermo, E. Mori, 1967; Indice lessicale, a cura di Enzo Mattesini, Palermo, Centro di studi filologici e linguistici siciliani, 1991.